# Pannonische Liga 2003/04
Die Saison 2003/04 war die zweite Spielzeit der Pannonischen Liga, einer supranationalen Eishockeyliga aus Südosteuropa. Meister wurde der SC Miercurea Ciuc.

## Modus
In der Hauptrunde absolvierte jede der sechs Mannschaften insgesamt zehn Spiele. Die vier bestplatzierten Mannschaften qualifizierten sich für die Playoffs, in denen der Meister ausgespielt wurde. Für einen Sieg erhielt jede Mannschaft zwei Punkte, bei einem Unentschieden gab es einen Punkt und bei einer Niederlage null Punkte.

## Hauptrunde

### Tabelle
|    | Klub                    | Sp | S | U | N | T  | GT  | Punkte |
| -- | ----------------------- | -- | - | - | - | -- | --- | ------ |
| 1. | SC Miercurea Ciuc       | 10 | 9 | 0 | 1 | 85 | 20  | 27     |
| 2. | KHL Zagreb              | 10 | 7 | 0 | 3 | 75 | 36  | 21     |
| 3. | Ferencvárosi TC         | 10 | 6 | 0 | 4 | 84 | 31  | 18     |
| 4. | HK Vojvodina Novi Sad   | 10 | 6 | 0 | 4 | 49 | 41  | 18     |
| 5. | KHL Mladost Zagreb      | 10 | 1 | 1 | 8 | 25 | 94  | 4      |
| 6. | KHL Medveščak Zagreb II | 10 | 0 | 1 | 9 | 12 | 108 | 1      |

Sp = Spiele, S = Siege, U = Unentschieden, N = Niederlagen

## Playoffs

### Halbfinale
- SC Miercurea Ciuc – HK Vojvodina Novi Sad 5:0 Wertung/5:0 Wertung
- KHL Zagreb – Ferencvárosi TC 5:4/4:10

### Finale
- Ferencvárosi TC – SC Miercurea Ciuc 5:0 Wertung/1:7 n. P.